# Катастрофа C-49 под Лон-Пайном
Катастрофа C-49 под Лон-Пайном — авиационная катастрофа, произошедшая ранним утром во вторник 18 февраля 1969 года на горе Уитни хребта Сьерра-Невада и к западу от населённого пункта Лон-Пайн (округ Иньо, штат Калифорния). Авиалайнер Douglas C-49J авиакомпании Hawthorne Nevada Airlines выполнял пассажирский рейс из Хоторна в Бербанк, но спустя почти полтора часа с момента вылета врезался в горный склон, при этом погибли 35 человек.

## Предыстория
В 1960-е годы игорный бизнес был запрещён в штате Калифорния, но зато он был легализован в соседнем штате Невада. При этом казино располагались не только в Лас-Вегасе, но и в гораздо меньших поселениях. В этих условиях были распространены специальные авиарейсы, когда группу игроков вечером доставляли в одно из казино Невады, а утром увозили обратно. Неслучайно авиакомпания «Hawthorne Nevada Airlines» изначально называлась полностью «Hawthorne Lodge Casino Nevada Airlines» (рус. Авиалинии к дому с казино в Хоторне).
Стоимость билета составляла по тогдашним ценам 10 долларов и в эту сумму, помимо полётов туда и обратно, входило также предоставление развлечений и семь игорных часов.

## Самолёт
Участвовавший в происшествии Douglas C-49J Dakota (DC-3C-SC3G) с заводским номером 6320 был выпущен в 1943 году. Ранняя история самолёта вплоть до 1952 года неизвестна. 1 июня 1952 года с регистрационным номером N15570 авиалайнер поступил в американскую авиакомпанию Eastern Air Lines, в которой также получил флотский номер 383. 1 марта 1958 года его приобрела уже Pacific Air Lines, в которой самолёт получил флотский номер 12. 2 августа 1964 года новым владельцем борта N15570 стала небольшая частная авиакомпания Hawthorne Nevada Airlines (NEVT).
Самолёт был оборудован двумя поршневыми двигателями Pratt & Whitney R-1830-92, оснащённых воздушными винтами производства Hamilton Standard модель 23350 (лопасти модели 6353A-18). У борта N15570 крыло и хвостовое оперение не были оборудованы противообледенительными башмаками; имелись лишь противообледенительные системы фонаря кабины и воздушных винтов, а также подогрев карбюратора. При полётах в темноте экипаж мог проверять наличие обледенения лишь с помощью света от посадочных фар и ручного фонарика. В связи с этим правила авиакомпании запрещали эксплуатировать данный самолёт в районах, где наблюдалось, либо была вероятность появления обледенения, а также если обледенение прогнозировалось на маршруте полёта.
Общая наработка 26-летнего авиалайнера составляла 48 274 лётных часа; остаток ресурса до ближайшего капитального ремонта (каждые 10 000 лётных часов) — 2379 часов. На день происшествия по нему не было никаких замечаний и технически он был полностью исправен. Вес и центровка при выполнении рокового полёта находились в установленных пределах.

## Экипаж
- Командир воздушного судна — 43-летний Фред Уильям Хол (англ. Fred William Hall, родился 6 мая 1925 года). В авиакомпании Hawthorne Nevada Airlines с 1 июня 1964 года и имел квалификацию пилота самолётов Douglas DC-3, DC-4, Curtiss-Wright C-46 Commando, Lockheed L-049 Constellation и Martin 2-0-2/4-0-4. Его общий налёт составлял 16 348 часов, в том числе 6000 часов на DC-3. В 1968 году успел налетать 519,9 часов; налёт за последние 90 дней — 27,8 часов, а за последние 30 дней — 3,3 часа (все на L-049). Занимал пост шеф-пилота авиакомпании, а также был официальным представителем от Федерального управления гражданской авиации США по проверке лётчиков DC-3 и L-049[7].
- Второй пилот — 41-летний Рэймонд Хэмер (англ. Raymond Hamer, родился 19 ноября 1927 года). В авиакомпании Hawthorne Nevada Airlines с 15 апреля 1965 года. Его общий налёт составлял 3445 часов, в том числе 976,9 часов за 1968 год; налёт за последние 90 дней — 162,4 часа, а за последние 30 дней — 53,4 часа[7].
- Стюардесса — 21-летняя Патрисия С. Нэйннс (англ. Patricia S. Nannes, родилась 9 августа 1947 года). В авиакомпании Hawthorne Nevada Airlines с сентября 1968 года и имела квалификацию для работы на DC-3 и L-049[8].

Перед вылетом из Лонг-Бич экипаж отдыхал не менее 24 часов, а перед вылетом в роковой рейс дополнительно отдохнул ещё 4 часа.

## Хронология событий

### В Хоторне
17 февраля 1969 года борт N15570 выполнял один из таких ежедневных пассажирских рейсов из Лонг-Бич (Калифорния) в Хоторн (Невада) с промежуточной посадкой в Бербанке для дозаправки. В 18:30 с 14 пассажирами и 3 членами экипажа на борту лайнер вылетел из Лонг-Бич, после чего благополучно достиг Бербанка, где на борт сели ещё 18 человек. Далее «Дуглас» направился в Хоторн, где приземлился в 20:40. В 1 миле (1½ км) от перрона располагался пункт отдыха с казино, куда пассажиров и стюардессу доставили на автобусе, а вскоре туда на служебном автомобиле прибыли и пилоты. Оба пилота ушли в комнаты отдыха в 21:15, а через 15 минут, после завершения обслуживания пассажиров, на отдых ушла и стюардесса. Никто из членов экипажа в помещение казино не заходил. Самолёт во время стоянки в Хоторне прошёл необходимое предполётное обслуживание, в ходе которой в него залили 200 галлонов бензина с октановым числом 100.
Ранним утром 18 февраля экипаж начал готовиться к обратному рейсу в Лонг-Бич — HNA-708. Пилоты в 03:00 прошли ресторан при казино, откуда второй пилот позвонил на воздушную станцию в Тонопе и в 3:05 обновил сводку о погоде на маршруте, а также подал план полёта следующего содержания: «Рейс 708, DC-3, визуальный полёт по прямой от Хоторна на Бербанк, высота 11 500 футов (3500 м), время в пути 2 плюс 15 [2 часа 15 минут], топлива на борту на 3 плюс 40, пилот Хамер, цвета самолёта — синий и белый. Расчётное время взлёта — 11:50 Зулу (03:50 PST)». Далее лётный экипаж на служебном автомобиле отправились принимать самолёт, а в 03:35 автобус забрал возвращающихся пассажиров и стюардессу.

### Полёт к Бербанку
С 35 людьми на борту рейс 708 поднялся в воздух, после чего, согласно показаниям очевидцев, выполнил разворот с набором высоты. В 04:06 экипаж на частоте радиомаяка «Мина» связался с радиостанцией в Тонопе и запросил активировать поданный ранее план полёта на следование к Бербанку по прямой. При этом стоит отметить, что утверждённый правилами маршрут для визуальных полётов из Хоторна на Бербанк был следующим: от Хоторна до пересечения воздушного коридора «Виктор 105» (V-105) с вектором 240° от радиомаяка «Мина», после чего по коридору V-105 до аэропорта Битти, далее к аэропорту Иниокерн, от него уже на аэропорт Палмдейл, а затем к Бербанку.

### Поисковые работы
Когда с момента связи с Тонопой прошло уже достаточно много времени, а экипаж всё не выходил на связь и не отвечал на многочисленные вызовы, диспетчеры в 09:51 объявили о его исчезновении.
Сразу после этого с авиабазы Гамильтон вылетели поисковые самолёты. Поиски вели как военные, так и гражданские самолёты, преимущественно на добровольной основе: 13 Lockheed HC-130, 3 Boeing HC-97, 2 Grumman HU-16 Albatross, 4 North American T-28 Trojan, 174 легкомоторных гражданских самолёта из Калифорнии, 38 легкомоторных гражданских самолётов из Невады, 8 волонтёрских самолётов из Бишопа и 1 гражданский вертолёт. Всего они совершили 426 вылетов общей продолжительностью 944,3 часа. Однако из-за сильных снегопадов с 8 марта поисковые полёты были прекращены. 15 марта полёты были возобновлены, а за пару дней 22 самолёта совершили 49 вылетов общей продолжительностью 103,5 часа. В ходе этих полётов один из легкомоторных самолётов разбился на горе Том на высоте 12 500 футов (3800 м), но все три человека на его борту выжили и были спасены вертолётом.
Наземные поиски вели 78 команд общей численностью 1095 человек, а также были задействованы 302 наземных транспортных средства, включая как полицейские машины, так и добровольцев. Для связи использовали 188 переносных раций и 83 радиостанции.
Наконец 8 августа, то есть через 6 месяцев, с легкомоторного гражданского самолёта, вылетевшего из Бейкерсфилда, на восточном склоне горы Уитни (высота 14 505 футов (4421 м)) были замечены обломки самолёта. На следующий день пилот прилетел к горе уже на вертолёте, после чего опознал в обломках пропавший борт N15570. Вечером того же дня вертолёт Kaman HH-43 Huskie совершил два полёта к Уитни из Лон-Пайна, доставив шерифа округа Иньо и поисковую группу. Однако 10 августа вертолёт разбился во время посадки у места происшествия, при этом три человека на борту получили травмы, но выжили. После этого шериф был госпитализирован.
Как было определено, летящий на высоте 11 770 футов (3590 м) над уровнем моря авиалайнер в 05:10 врезался в почти отвесный и покрытый снегом скалистый склон, в результате чего полностью разрушился, а затем обломки рухнули вниз в ущелье, остановившись на высоте 11 400 футов (3500 м). Катастрофа произошла в 11 морских милях (20 км) западнее Лон-Пайна (точка координат 36°35′45″ с. ш. 118°15′52″ з. д.), а все 32 пассажира и 3 члена экипажа на борту сразу погибли.

## Расследование

### Изучение обломков
При ударе о скалу самолёт разрушился на мелкие части, а кабину не удалось восстановить, хотя некоторые части и приборы были идентифицированы. Обе плоскости крыла при ударе отделились от центроплана; хвостовая часть также отлетела вперёд. Руль направления и левый руль высоты остались прикреплёнными к стабилизаторам; правый руль высоты отделился, но его нашли среди основных обломков. Оба двигателя отделились, но проверка показала, что они до удара были исправны. Электрические провода сохранились в хорошем состоянии и не имели признаков перегрева.
Приборы отделились от панели и были серьёзно повреждены. У одного барометрического высотомера стекло было разбито, а указатели отделились, но можно было прочесть значение давления — 29,78 дюйма (756 мм) рт. ст. У другого высотомера уцелел указатель тысяч футов, а указатель сотен отделился. На основании анализа данных высотомеров было определено, что они показывали высоту около 11 700 футов (3600 м), то есть практически фактическую. Часы оказались повреждены, в результате чего минутная стрелка свободно перемещалась. При обнаружении часы показывали время 05:21. У компаса стекло разбилось, а катушка свободно вращалась; его показание было 170°. Удалось восстановить один из гирокомпасов, внутри которого нашли царапины от указателя, на основании которых определили показание в момент удара — 170°—195°. Из кислородного оборудования нашли три баллона, из которых два разрушились, но один уцелел и был полностью заправлен.
Для определения времени катастрофы на месте нашли 9 часов, из которых 4 были с уцелевшими стёклами и показывали время 05:08—05:11. У часов с разбитыми стёклами показания имели значительный разброс: 05:07, 05:10, 06:20, 07:05.

### Анализ данных
Так как из изучения обломков был сделан вывод, что самолёт на момент происшествия был полностью исправен, а его приборы работали правильно, следователи сосредоточились на таких факторах, как погода и навигация.
«Дуглас» врезался в гору Уитни, следуя при этом по курсу 170—195°, то есть на юг, на высоте около 11 700 футов (3600 м). Фактически самолёт в этот момент находился внутри каньона и ниже окружающих вершин, а чтобы войти в каньон с севера, было необходимо следовать до этого с магнитным курсом 180—225°. Здесь стоит обратить внимание, что установленный правилами авиакомпании маршрут для визуальных полётов из Хоторна в Бербанк предусматривает следование по коридору V-105 с прохождением Битти, Иниокерна и Палмдейла, что позволяет обойти высокие горы. Однако экипаж в Хоторне подаёт план полёта на следование в Бербанк по прямой. Если по карте провести прямую от Хоторна до Бербанка, а затем следовать вдоль неё с минимальными уклонениями, то самолёт сперва пролетит над долиной Оуэнс, затем над Бишопом, после чего влетит в каньон, по которому достигнет гору Уитни.

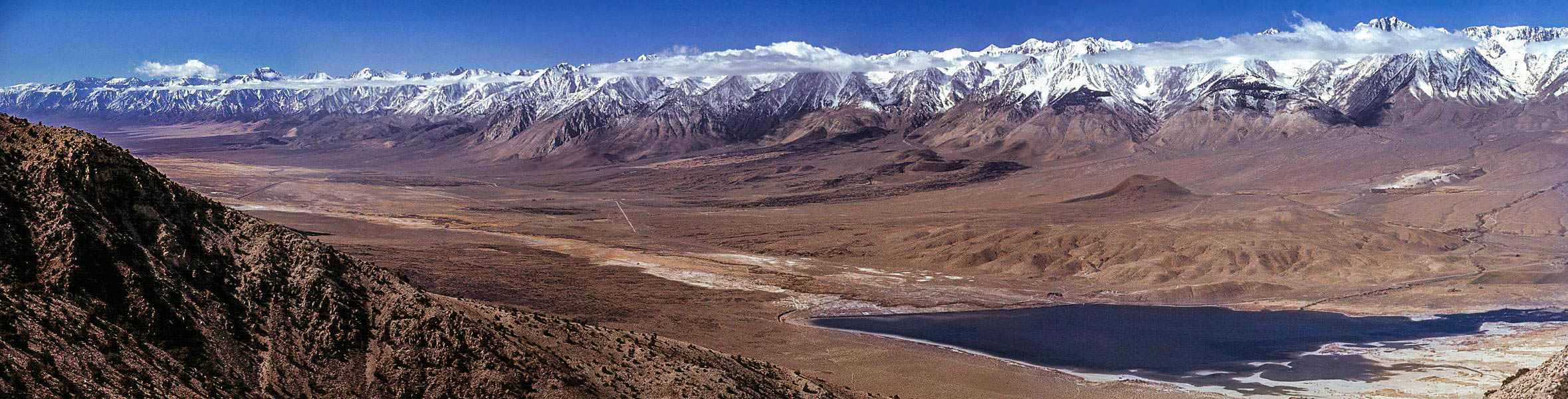
Долина Оуэнс

Так как вылет был в 03:50, а катастрофа произошла примерно в 05:10, то весь полёт продолжался 1 час 20 минут. Этого времени достаточно, для достижения места происшествия по прямой от Хоторна через долину Оуэнс и город Бишоп. Версия, что экипаж сперва следовал по установленному маршруту, но затем вдруг принял решение следовать через горы, не имеет логического основания. К тому же в этом случае длительность полёта будет значительно дольше 1 часа 20 минут.
Радионавигационные приёмники были найдены в выключенном положении, притом, что следов ударов на тумблерах не было, то есть их выключил сам экипаж. Во многом это может быть связано с тем, что в долине Оуэнс нет навигационных радиомаяков. Сама долина при этом имеет ширину по пикам гор до 20 морских миль (37 км), а высота гор по её сторонам достигает 14 000 футов (4300 м). В этом случае, следуя на высоте 11 500 футов (3500 м) на протяжении 100 миль (185 км), пилоты были вынуждены выполнять полёт, ориентируясь по горным цепям. Однако в это время ещё стояла безлунная ночь, а потому экипаж не мог видеть горы, на которых не было световых ориентиров. К тому же регион в это время находился во власти циклона, сопровождавшегося низкой кучевой облачностью и снегопадами, а горы были закрыты облаками. Самолёт оказался в облаках, либо между слоями облачности, при этом подвергаясь осадкам, что в данной ситуации предрасполагало к обледенению, а для борта N15570 из-за особенностей его конструкции это было очень опасно. К тому же облака и так значительно затрудняли, если не делали невозможным ориентирование на местности ночью без каких-либо ориентиров и радиомаяков, поэтому экипажу оставалось только продолжать следовать в юго-юго-восточном направлении.
Ориентируясь по путевой скорости, пилоты вскоре определили, что они вышли из долины, поэтому повернули на юг и направились к Палмдейлу. Однако при расчётах они не знали о наличии встречного ветра 165° 35 узлов, так как эту информацию до них не доводили. Таким образом, для следования вдоль оси долины авиалайнер должен был повернуть на курс 145°, а путевая скорость снизится до 105 узлов, то есть будет значительно ниже воздушной. Но так как экипаж не знал о встречном ветре, то он не заметил снос самолёта к северо-северо-западу. В результате, когда пилоты решили, что вышли из долины, то повернули на юг — юго-юго-запад, не зная, что на самом деле они находятся к северо-северо-востоку от горы Уитни и теперь следуют прямо на неё. Само столкновение с горой произошло на удалении 11 морских миль (20 км) от центра долины. Согласно анализу обломков магнитного компаса и гирокомпаса, самолёт следовал в это время с курсом 170—195°.
В целом следователи сложили следующую картину событий. После вылета из Хоторна экипаж, спрямив маршрут, направился сразу к Бербанку, но после пролёта Бишопа столкнулся с ухудшившимися погодными условиями. Так как полёт проходил на высоте 11 500 футов ночью над долиной без видимых ориентиров и со снизившейся видимостью, пилоты не могли определить своё местонахождение на местности, а ориентирование по радиокомпасам оказалось невозможным, так как в долине Оуэнс не было радиомаяков. Не зная о встречном ветре, экипаж неверно определил выход из долины, поэтому преждевременно изменил курс, после чего врезался в гору на западной стороне.

## Причины
1. Борт N15570 имел необходимые сертификаты, поддерживался в пригодном для выполнения полётов состоянии в соответствии с установленными правилами и положениями.
2. Борт N15570 не имел противообледенительных башмаков крыла и хвостового оперения.
3. Перечень минимального рабочего оборудования запрещал эксплуатацию этого самолёта в зонах, где наблюдалось или ожидалось обледенение, либо при прогнозе обледенения на маршруте полёта.
4. При вылете из Хоторна общий взлётный вес самолёта был ниже максимально допустимого.
5. Лётный экипаж имел необходимую квалификацию, а продолжительность его работы и отдыха соответствовала установленным правилам.
6. Прогноз погоды был адекватным. Согласно имеющимся данным, экипаж должен был быть предупреждён, что в долине Оуэнс погодные условия близки к минимуму для визуальных полётов. Пилоты не запрашивали и не получили прогноз о ветрах на предполагаемом маршруте полёта.
7. План полёта по правилам визуальных полётов был подан в центр обслуживания полётов в Тонопе по телефону.
8. Согласно поданному плану, полёт от Хоторна до Бербанка должен был выполняться по спрямлённому маршруту на высоте 11 500 футов.
9. Из Хоторна самолёт вылетел в 03:50, а разбился в 05:10.
10. Маршрут полёта проходил от Хоторна через Бишоп и далее до места происшествия.
11. Для прохождения долины Оуэнс необходимо было следовать с магнитным курсом 145°.
12. Перед ударом самолёт повернул на курс 170—195°, чтобы выйти из долины через южную стену.
13. Пилоты изменили курс перед ударом, так как решили, что уже вышли из долины, поэтому направились на юг к Палмдейлу.
14. Выполняя прямой горизонтальный полёт, авиалайнер врезался в стену каньона на высоте 11 770 футов.
15. Высотомеры имели правильные настройки и не было никаких нарушений в отображении высоты.
16. Место происшествия было закрыто облачностью и темнотой.
17. Клапаны противообледенительной системы воздушных винтов были найдены в полностью открытом положении.
18. Электрические, радионавигационные и системы связи на борту работали в нормальном режиме.
19. В долине Оуэнс не было никакого надёжного навигационного оборудования.
20. Обе силовые установки в момент удара развивали нормальную мощность.
21. Не было найдено никаких доказательств, что во время полёта произошло разрушение конструкции, либо пожар.
22. Никто не мог выжить в этой катастрофе.

14 января 1970 года Национальный совет по безопасности на транспорте закончил расследование, а 4 февраля опубликовал отчёт по его итогам, в котором пришёл к заключению, что катастрофа рейса 708 произошла из-за того, что экипаж отклонился от установленного правилами маршрута полёта, в результате чего самолёт вскоре столкнулся со сложными погодными условиями в условиях высокогорной местности и в регионе, где отсутствовали радионавигационные средства.

## Последствия
Поиски борта N15570 заняли полгода и потребовали больших объёмов ресурсов, в том числе финансовых и человеческих. Когда же обломки наконец нашли, ресурсы для их доставки уже были ограничены, а потому конструкция была восстановлена не полностью. Хотя в данной катастрофе все люди на борту погибли сразу, но если бы в какой-нибудь другой катастрофе были выжившие, то они могли погибнуть без помощи за столь долгий срок. Поэтому Национальный совет по безопасности на транспорте ещё в период поисков отправил в Федеральное управление гражданской авиации США предложение установить на всех коммерческих самолётах, в том числе и старых конструкций, аварийные радиомаяки, по которым можно быстро найти место происшествия. В марте 1969 года это предложение было внедрено на воздушных судах малой авиации.
Авиакомпания Hawthorne Nevada Airlines в том же 1969 году была переименована в Air Nevada, но уже до конца года объявила о банкротстве и была ликвидирована.

### Комментарии
1. ↑  Модель C-49 является одним из вариантов типа DST — DC-3, но оборудованный лежачими местами, хотя при необходимости может быть конвертирован в вариант с сидячими местами
2. ↑  Здесь и далее по умолчанию указано Тихоокеанское время (PST).